# ASTA

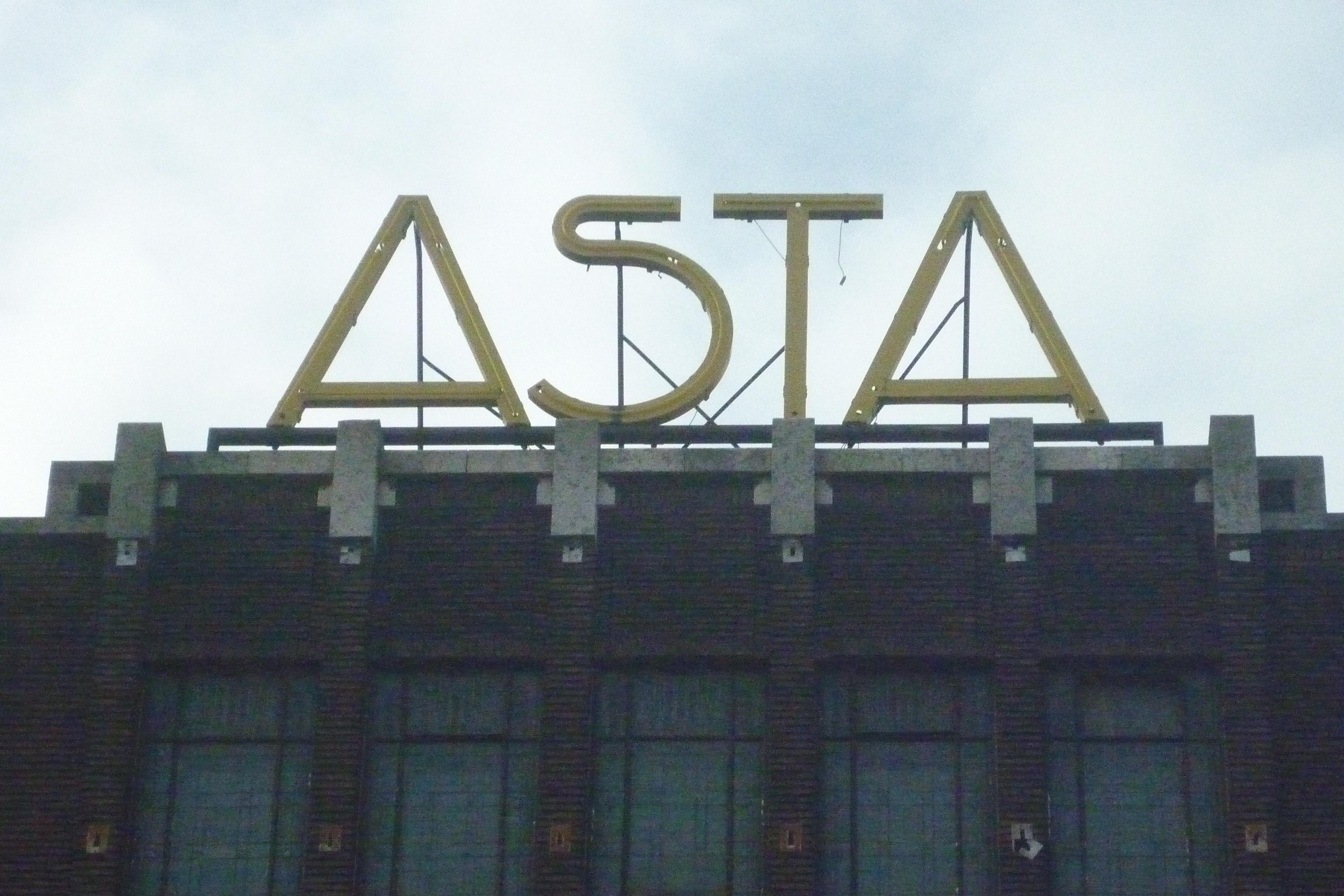
Theater aan het Spui

Het ASTA-theater was een theatergebouw uit de jaren 1920 aan het Spui in Den Haag, vernoemd naar de Deense artieste Asta Nielsen die in 1920 in de Haagse Dierentuin had opgetreden. Het gebouw deed later dienst als bioscoop, discotheek en casino.

## Geschiedenis

### Bioscoop
Het bioscooptheater werd op eerste kerstdag 1921 geopend. Het was ontworpen door architect J.W. van der Weele en kunstenaar Chris Lebeau maakte onder andere de glas-in-lood ramen. Het was groot (1200 zitplaatsen) en groots. De inrichting was chic.
Vanaf 1925 gaf ASTA een eigen weekblad uit, een abonnement hierop kostte een gulden per jaar. In 1926 en 1927 werd ook een jaarprogramma uitgegeven, mogelijk langer.
Het orgel van het theater op het Haagse Spui was het grootste theaterorgel van Nederland. Na de sluiting van het theater werd het afgebroken en opgeslagen. Sinds 2001 is het weer te horen in de Meenthe te Steenwijk. Het orgel werd gebouwd in 1930 door de firma Blaisse-Strunk. Het heeft 4 manualen.
In 1938 werd de gevel vernieuwd. Na een grote brand in 1984 werd het verbouwd, daarna is het nog tot 1994 in gebruik geweest als bioscoop met 3 zalen. Tussen 1998 en 2002 was er een meubelhandel gevestigd, waarna er wederom voor enkele jaren een discotheek in gevestigd werd.

### Discotheek

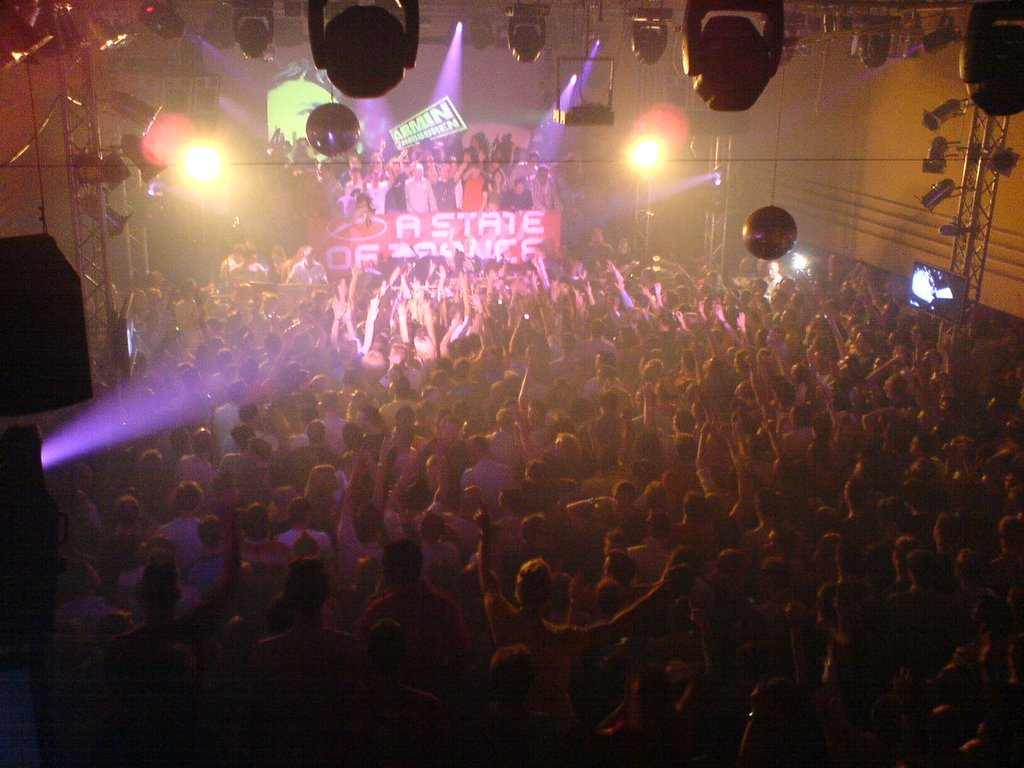
De hoofdzaal van de AStA, gezien vanaf de foyer

In het pand opende oorspronkelijk in september 1996 de discotheek AStA. In april 1998 sloten de deuren tijdelijk vanwege geluidsoverlast voor de omgeving, maar op 28 mei 2003 opende de club weer na een verbouwing. Rond diezelfde tijd werd de concurrerende "«O» Dance Theatre" overgenomen en hernoemd tot "Celebration Studios" door een mede-eigenaar van de AStA. In 2009 sloot AStA definitief.
De AStA beschikte over een ruime entree waar de kassa's voor zowel kaartjes als muntjes zich bevinden. Vanaf de entree liepen 2 trappen omhoog naar het lounge gedeelte en 2 gangen naar de voormalige bioscoopzaal, de hoofdzaal. Het loungegedeelte beschikte over een eigen bar en enkele banken. Vanaf hier liepen 2 gangen naar de foyer (met plek voor 200 personen) vanwaar men uitkeek op de bioscoopzaal.
De hoofdzaal, een oude bioscoopzaal, beschikte over een grote bar en had een stellage waar de verlichting aan hing. De DJ booth stond bijna achter in de zaal, met daarachter een verhoogd plateau. Vanaf dit door het publiek te bereiken plateau kon men neerkijken op de DJ booth en zo zien wat de dj aan het doen was.
De AStA wist verschillende beroemde dj's aan te trekken; op 25 mei 2006 heeft Armin van Buuren er gespeeld toen hij de 250e aflevering van A State of Trance, zijn radio-show, vierde. Verder hebben DJ Tiësto, Menno de Jong, Carl Cox, Sander Kleinenberg er gespeeld.

### Casino

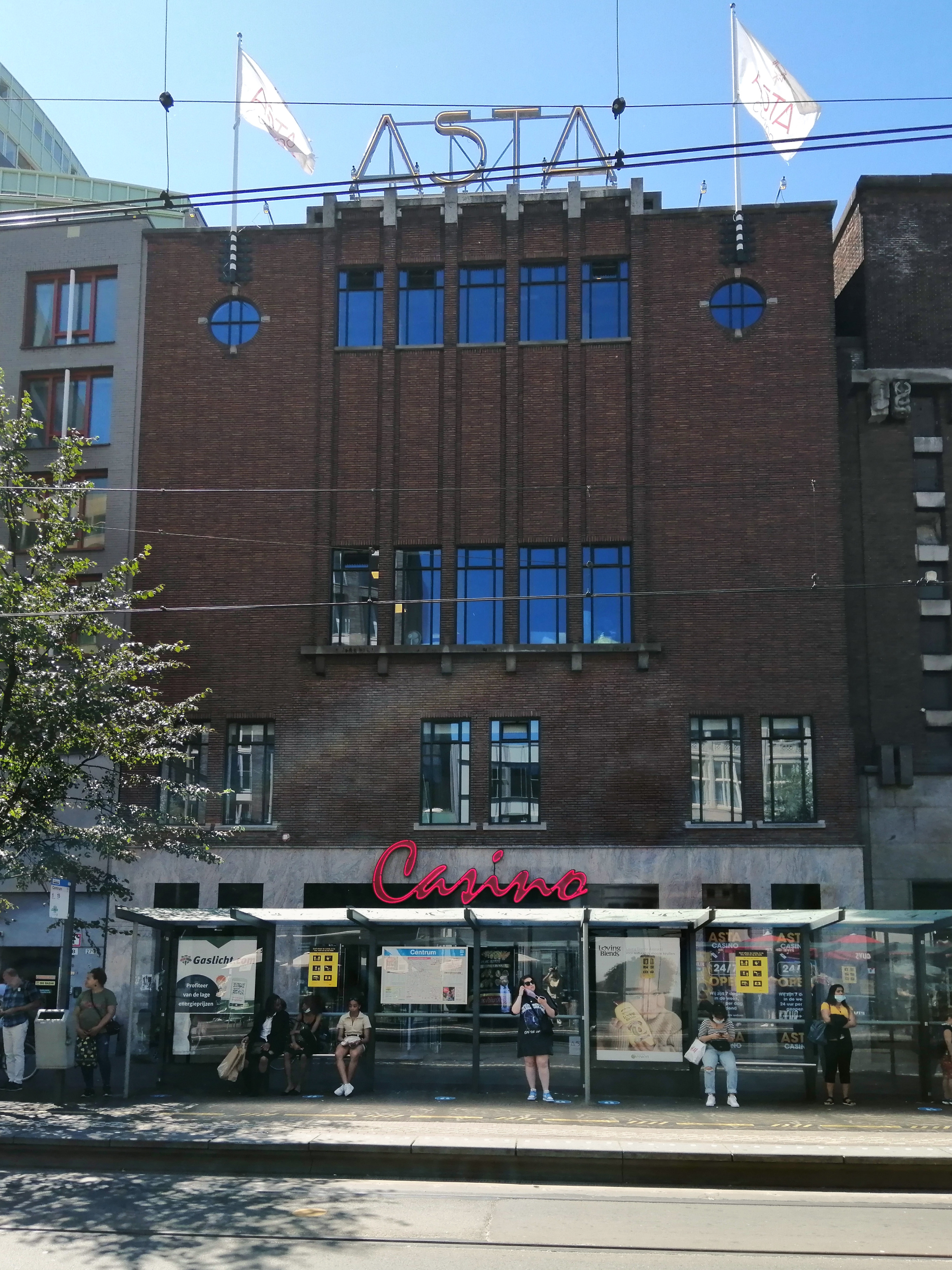
ASTA in de Casino-periode

Na het sluiten van de discotheek werd het pand op 31 mei 2010 gekraakt. De krakers, vertegenwoordigers van diverse culturele partijen hoopten, met oog op het aankomende algehele kraakverbod in Nederland en bezuinigingen in de culturele sector, toestemming te krijgen om het pand te gebruiken om er verschillende culturele activiteiten te huisvesten. Uiteindelijk werd het pand in 2011 door een casino exploitant gekocht en verbouwd. In 2013 was de opening waarbij ook de bekende naam op het dak weer verscheen: ASTA.